# American Basketball League (1925-1955)
La American Basketball League fue la primera liga profesional de baloncesto. Mientras que la National Basketball League fue formada con equipos de ciudades pequeñas, generalmente patrocinados por empresas industriales, la ABL fue más étnica y contaba con equipos de grandes ciudades.
Los primeros equipos que dominaron la ABL fueron los Cleveland Rosenblums, New York Celtics, Boston Whirlwinds y Philadelphia Sphas. Los jugadores fueron en general los hijos de la primera generación de inmigrantes, muchos de ellos judíos, italianos e irlandeses. Nat Holman, Harry Boykoff, Bobby McDermott y Harry Litwack fueron las primeras estrellas. 
La ABL fue durante muchos años la principal liga profesional de baloncesto de los Estados Unidos, pero los equipos eran manejados por promotores con poco dinero. Después de la II Guerra Mundial, los propietarios de terreno en las grandes ciudades cambiaron la situación. La Basketball Association of America fue fundada y los Cleveland Rosenblums se convirtieron en los Cleveland Rebels, los Boston Whirlwinds en los Boston Celtics y los Celtics originales fueron suplantados por los New York Knickerbockers. Eddie Gottlieb, el promotor de los Philadelphia Sphas, mantuvo su operación en Filadelfia (Pensilvania) y a los Sphas en la ABL, mientras que nombró a la franquicia de la NBA con el nombre de los Warriors.
En los años 1940, el primer jugador de 7 pies (2.13 metros) en una liga profesional, Elmore Morgenthaler, jugó en los Philadelphia Sphas. Morgenthaler militó en los originales Toronto Huskies de la NBA antes de fichar por los Sphas, donde anotó 21 puntos por partido. La ABL se mantuvo como una liga profesional menor en la costa Este hasta los años 1950.

## Equipos
| - Atlantic City Sandpipers (1936/37, abandonó en diciembre de 1936) - Baltimore Orioles (1926/27) - Baltimore Clippers (1939/40-40/41) - Baltimore Bullets (1944/45-46/47) se unió a la BAA - Boston Whirlwinds (1925/26, expulsado tras la primera parte de la liga) - Boston Trojans (1934/35) - Bridgeport Roesslers (1948/49-51/52, como Bridgeport Newfield Steelers en 1948/49; como Bridgeport Aer-A-Sols en 1949/50) - Bronx Americans (1933/34) - Brooklyn Arcadians (1925/26-26/27, reemplazado por New York Celtics tras 5 partidos) - Brooklyn Visitations (1927/28-30/31, 1933/34-38/39, como Paterson Visitations en 1936/37; se trasladó a Brooklyn en noviembre de 1936) - Brooklyn Celtics (1940/41, como Troy Haymakers en 1938/39; como Troy Celtics en 1939/40-40/41; absorbió los Kingston Colonials en diciembre de 1939; se trasladó a Brooklyn durante la primera parte de la 1940/41) - Brooklyn Indians (1942/43-43/44, como Camden Indians en 1942/43; se trasladó a Brooklyn en enero de 1943; abandonó durante la primera parte de la 1943/44) - Brooklyn Gothams (1944/45-48/49, como Westchester Indians en 1944/45; se trasladó a Nueva York en enero de 1945; como New York Gothams in 1944/45-45/46) - Buffalo Bisons (1925/26) - Carbondale Aces (1950/51) - Chicago Bruins (1925/26-30/31) - Cleveland Rosenblums (1925/26-30/31, también conocidos como Rosies) - Detroit Lions (1925/26-26/27, como Detroit Pulaski Post Five en 1925/26 y a principios de 1925/26; abandonó tras 6 partidos) - Detroit Cardinals (1927/28, también conocidos como Olympians; abandonó en enero de 1928) - Elmira Colonels (1951/52-52/53) - Fort Wayne Hoosiers (1925/26-30/31, como Fort Wayne Caseys en 1925/26) - Glens Falls-Saratoga (1949/50-52/53, como New York Harlem Yankees en 1949/50; como Saratoga Harlem Yankees en 1950/51-51/52; se trasladó a Schenectady durante la 1951/52; como Schenectady Yankees en 1951/52; se trasladó a Saratoga durante la 1951/52; como Saratoga Harlem Yankees en 1951/52; abandonó en febrero de 1953) - Harrisburg Senators (1942/43) - Hartford Hurricanes (1946/47-49/50, como Elizabeth Braves en 1946/47-47/48; se trasladó a Hartford en diciembre de 1947) - Jersey Reds (1933/34-39/40, como Union City Reds en 1933/34; se unió a los New York Jewels en enero de 1940) - Kingston Colonials (1935/36-39/40, se unió a los Troy Celtics en diciembre de 1939) - Lancaster Roses (1947/48, finalizó en diciembre de 1947) - Manchester British-Americans (1951/52-52/53) - Middletown Guards (1952/53) - New Britain Mules (1933/34-34/35, como Hoboken Thourots en 1933/34; se trasladó a Camden en noviembre de 1933; como Camden Brewers en 1933/34; se trasladó a New Britain en enero de 1934; como New Britain Palaces en 1933/34; como New Britain Jackaways en 1934/35; se unió a los Newark Mules para formar los New Britain Mules durante la segunda mitad de la 1934/35) | - New York Celtics (1926/27-27/28, 1929/30, 1937/38, también conocidos como Original Celtics; como Brooklyn Celtics en 1926/27; abandonó en diciembre de 1929) - New York Hakoahs (1928/29) - New York Jewels (1933/34-42/43, como Brooklyn Jewels en 1933/34; como New York Jewels en 1934/35-36/37; se renombró a Brooklyn Jewels durante la segunda mitad de la 1936/37; como New Haven Jewels en 1937/38; se trasladó a Nueva York en noviembre de 1937 y fue renombrado a New York Jewels; absorbió los Jersey Reds en enero de 1940; abandonó durante la primera mitad de 1941/42) - New York Yankees (1937/38, como Bronx Yankees en 1937/38; renombrado a New York Yankees durante la 1937/38; abandonó en enero de 1938) - New York Americans (1943/44) - Newark Mules (1933/34-34/35, como Newark Bears en 1933/34; también conocidos como Newark Joe Fays en 1933/34; se unió a New Britain Jackaways durante la segunda mitad de la 1934/35 para convertirse en New Britain Mules) - Passaic Red Devils (1935/36, también conocidos como los Reds'; como Paterson Panthers en 1935/36; se trasladó a Trenton en diciembre de 1935; como Trenton Bengals en 1935/36; se trasladó a Passaic durante la segunda mitad de la 1935/36) - Paterson Crescents (1928/29-30/31, como Paterson Whirlwinds en 1928/29; abandonó en diciembre de 1930) - Paterson Crescents (1944/45-50/51, como Washington Capitols en 1944/45; se trasladó a Paterson en enero de 1945) - Pawtucket Slaters (1952/53) - Philadelphia Warriors (1926/27-28/29, también conocidos como Quakers; como Philadelphia Phillies en 1926/27) - Philadelphia SPHAs (1933/34-48/49, también conocidos como los Hebrews) - Rochester Centrals (1925/26-30/31) - Schenectady Packers (1949/50, abandonó en noviembre de 1949) - Scranton Miners (1946/47-52/53, como Jersey City Atoms en 1946/47-47/48; se trasladó a Scranton en enero de 1948) - Syracuse All-Americans (1930/31, abandonó en enero de 1931) - Toledo Red Men Tobaccos (1930/31) - Trenton Bengals (1928/29, también conocidos como los Royal Bengals) - Trenton Moose (1933/34) - Trenton Tigers (1941/42-49/50) - Troy Celtics (1946/47) - Utica Pros (1950/51) - Washington Palace Five (1925/26-27/28, también conocidos como los Laundrymen; abandonó en enero de 1928 y reemplazado por los Brooklyn Visitations) - Washington Brewers (1938/39-41/42, como Washington Heurichs en 1938/39, como Washington Heurich Brewers en 1939-40) - Washington Capitols (1951/52, abandonó en enero de 1952) - Wilkes-Barre Barons (1938/39-39/40, abandonó en febrero de 1940) - Wilkes-Barre Barons (1947/48-52/53) - Wilmington Blue Bombers (1941/42) - Wilmington Bombers (1943/44-46/47) - Yonkers Chiefs (1946/47, como Newark Bobcats en 1946/47; se trasladó a Yonkers durante la 1946/47; abandonó en la temporada 1946/47) |

## Campeonatos
| Año     | Campeón                           | Resultado                                   | Finalista                                   |
| ------- | --------------------------------- | ------------------------------------------- | ------------------------------------------- |
| 1925-26 | Cleveland Rosenblums              | 3-0                                         | Brooklyn Arcadians                          |
| 1926-27 | Brooklyn Celtics                  | 3-0                                         | Cleveland Rosenblums                        |
| 1927-28 | Brooklyn Celtics                  | 3-1                                         | Fort Wayne Hoosiers                         |
| 1928-29 | Cleveland Rosenblums              | 4-0                                         | Fort Wayne Hoosiers                         |
| 1929-30 | Cleveland Rosenblums              | 4-1                                         | Rochester Centrals                          |
| 1930-31 | Brooklyn Visitations              | 4-2                                         | Fort Wayne Hoosiers                         |
| 1931-32 | La liga suspendió las operaciones | La liga suspendió las operaciones           | La liga suspendió las operaciones           |
| 1932-33 | La liga suspendió las operaciones | La liga suspendió las operaciones           | La liga suspendió las operaciones           |
| 1933-34 | Philadelphia Sphas                | 4-2                                         | Trenton Moose                               |
| 1934-35 | Brooklyn Visitations              | 3-2                                         | New York Jewels                             |
| 1935-36 | Philadelphia Sphas                | 4-3                                         | Brooklyn Visitations                        |
| 1936-37 | Philadelphia Sphas                | 4-3                                         | Jersey Reds                                 |
| 1937-38 | Jersey Reds                       | 4-2                                         | New York Jewels                             |
| 1938-39 | New York Jewels                   | 3-0                                         | Jersey Reds                                 |
| 1939-40 | Philadelphia Sphas                | 1-0                                         | Washington Heurich Brewers                  |
| 1940-41 | Philadelphia Sphas                | 3-1                                         | Brooklyn Celtics                            |
| 1941-42 | Wilmington Blue Bombers           | Ganador de las dos mitades de la temporada  | Ganador de las dos mitades de la temporada  |
| 1942-43 | Philadelphia Sphas                | 4-3                                         | Trenton Tigers                              |
| 1943-44 | Wilmington Bombers                | 4-3                                         | Philadelphia Sphas                          |
| 1944-45 | Philadelphia Sphas                | 2-1                                         | Baltimore Bullets                           |
| 1945-46 | Baltimore Bullets                 | 3-1                                         | Philadelphia Sphas                          |
| 1946-47 | Trenton Tigers                    | Baltimore Bullets no pudo jugar las finales | Baltimore Bullets no pudo jugar las finales |
| 1947-48 | Wilkes-Barre Barons               | 2-1                                         | Paterson Crescents                          |
| 1948-49 | Wilkes-Barre Barons               | 3-2                                         | Scranton Miners                             |
| 1949-50 | Scranton Miners                   | 1-0                                         | Bridgeport Aer-A-Sols                       |
| 1950-51 | Scranton Miners                   | 1-0                                         | Wilkes-Barre Barons                         |
| 1951-52 | Wilkes-Barre Barons               | 1-0                                         | Scranton Miners                             |
| 1952-53 | Manchester British-Americans      | 1-0                                         | Wilkes-Barre Barons                         |
| 1953-54 | La liga suspendió las operaciones | La liga suspendió las operaciones           | La liga suspendió las operaciones           |
| 1954-55 | La liga se disolvió               | La liga se disolvió                         | La liga se disolvió                         |